# Полленца
Полленца (итал. Pollenza) — коммуна в Италии, располагается в регионе Марке, в провинции Мачерата.
Население составляет 6086 человек (2008 г.), плотность населения составляет 149 чел./км². Занимает площадь 39 км². Почтовый индекс — 62010. Телефонный код — 0733.
Покровителем коммуны почитается святой Иоанн Креститель, празднование 24 июня.

## Демография
Динамика населения:

## Администрация коммуны
- Официальный сайт: https://web.archive.org/web/20060814163338/http://www.pollenza.sinp.net/